# Chiesa di Santa Croce (Cargeghe)
La chiesa di Santa Croce è un edificio religioso situato a Cargeghe, centro abitato della Sardegna nord-occidentale. Consacrata al culto cattolico, fa parte della parrocchia dei Santi Quirico e Giulitta, arcidiocesi di Sassari.
L'antico oratorio è citato dalle fonti parrocchiali già dalla fine del Cinquecento come sede di un'antica confraternita, oggi non più operante, di cui rimane la bolla del suo riconoscimento a firma del cardinale Barberini datata al 1646.

L'edificio conserva al proprio interno un pregevole retablo ligneo, forse settecentesco, e un crocifisso con braccia snodabili utilizzato in passato per il rito de s'Iscravamentu del venerdì santo.

## Galleria d'immagini

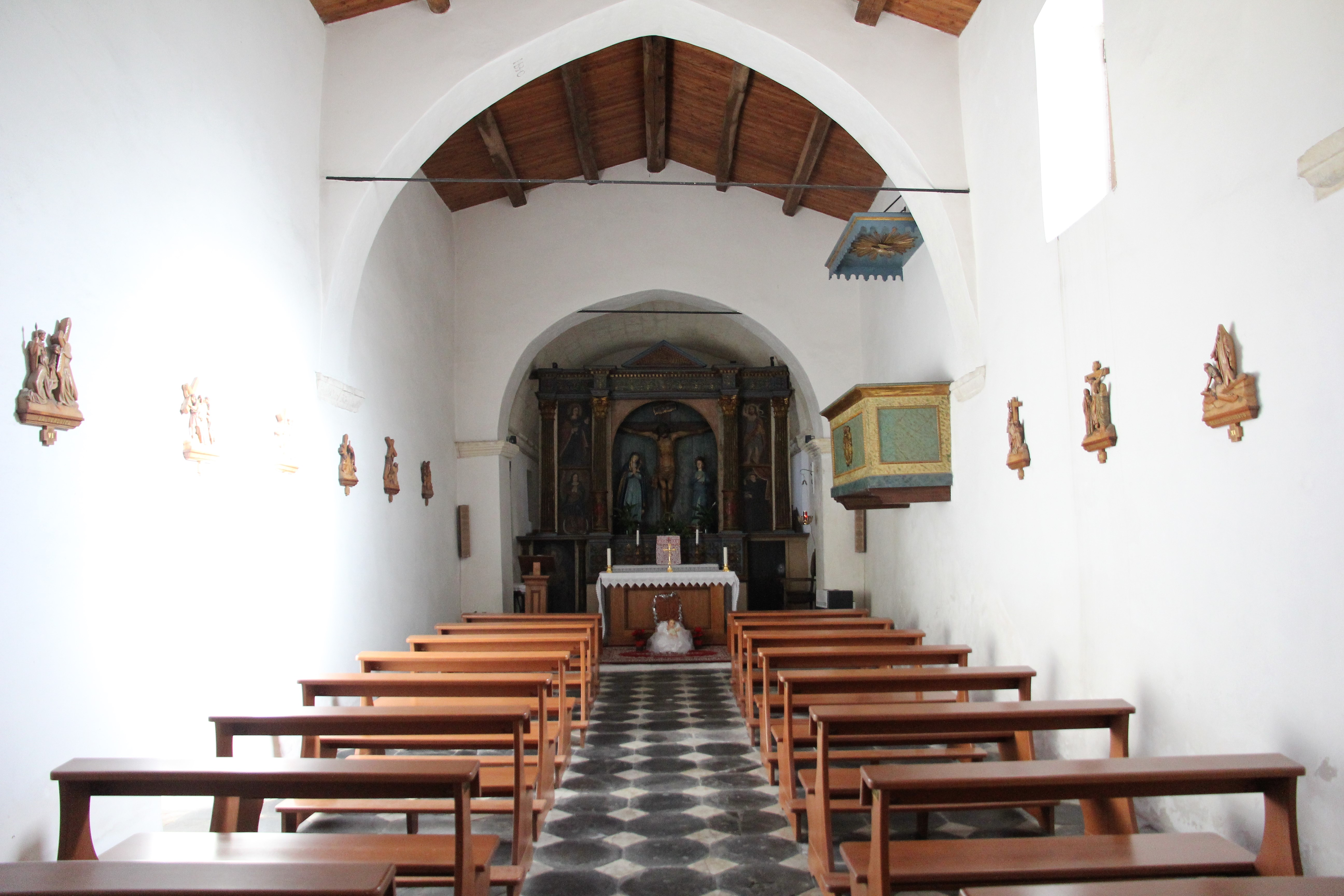
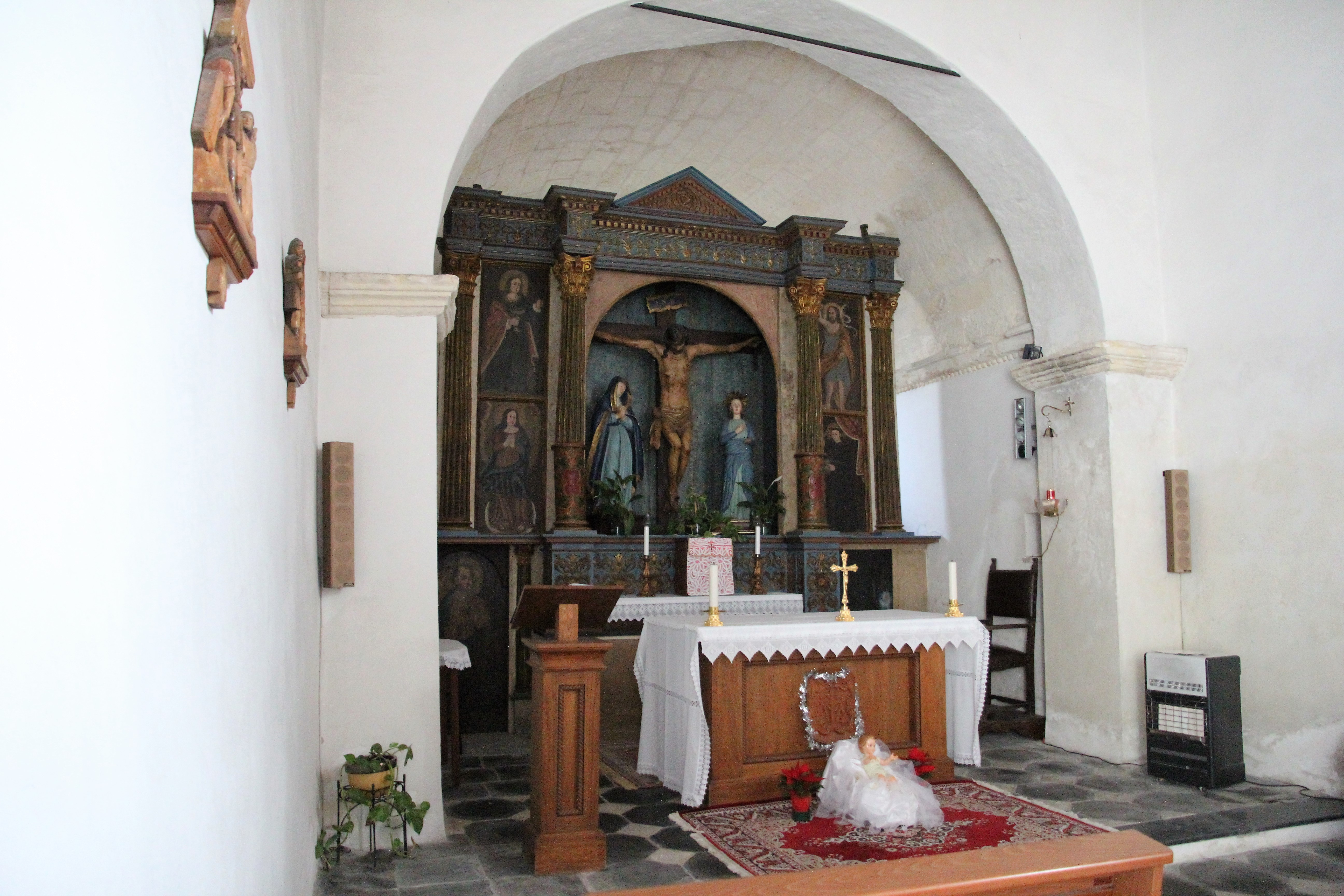
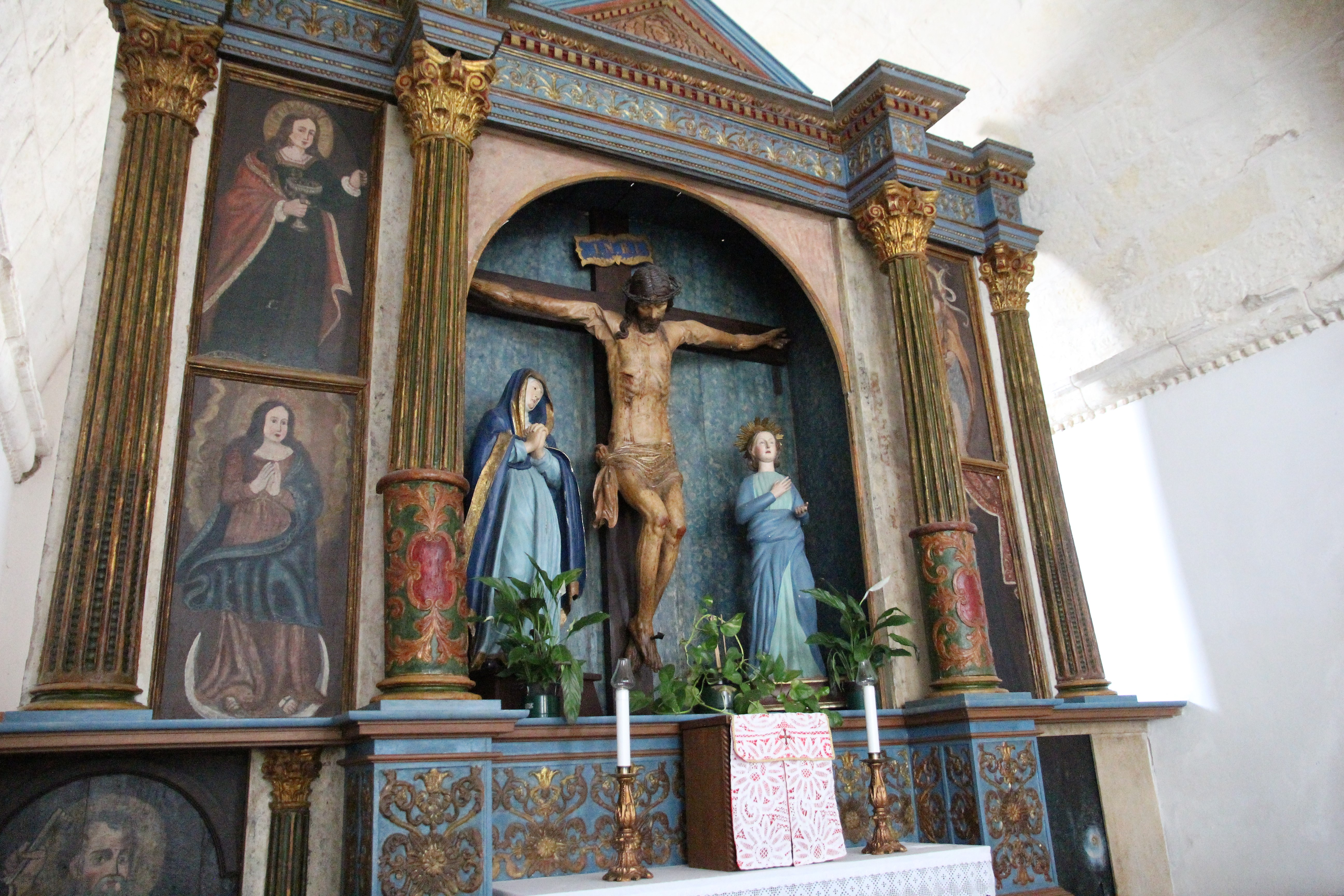